# 東京女子医大事件
東京女子医大事件（とうきょうじょしいだいじけん）とは、2001年から2014年にかけて、東京都新宿区の東京女子医科大学病院（東京女子医科大学附属）において発生した医療事故（いずれも患者は死亡）および、カルテ改竄による隠蔽事件。

## 2001年：人工心肺事故
2001年3月2日、患者の心臓手術中に人工心肺装置の事故が起こり、患者は2日後の3月4日に死亡。
その後、術中大静脈から人工心肺に血液がうまく抜き取れない異常が発生し、脱血不良で患者に脳障害が生じたとする内部告発文書が遺族に届いたため、遺族が病院に調査を申し出た。その後、大学側が発表した内部報告書では「助手が吸引ポンプの回転を上昇させたことが原因である」という記載がされていたため、警視庁が捜査を開始した。
なお「助手による過失が原因」とした大学の内部報告書は、心臓血管外科医や人工心肺の専門家が1人もおらず、死亡した手術に携わった当事者の意見聴取すらされないまま作成されていたことが後に判明した。その後、日本心臓血管外科学会、日本胸部外科学会、日本人工臓器学会からなる委員会が実験を行い検討した結果、内部報告書の内容は否定された。
2002年6月28日、人工心肺装置の操作を担当した助手が業務上過失致死容疑で逮捕され、同時に患者のカルテを改竄したとして、医師である同大学講師が証拠隠滅容疑で逮捕された。カルテ改竄の内容は、患者が脳障害をきたしたこと、脳障害を防ぐために低体温療法を施行したこと、脳浮腫を防止する薬剤を用いたことの3点を不記載としたこと、および手術中の瞳孔の大きさを書き換えたことである。
この事件を受け、同年7月に厚生労働大臣坂口力は、東京女子医科大学病院の特定機能病院を取り消した。
2004年3月の東京地裁判決で、講師は有罪（懲役1年・執行猶予3年）が確定し、2005年2月には、厚生労働省医道審議会より医業停止1年6カ月の行政処分を受けた。
一方、助手は人工心肺装置の操作に過失がなく、人工心肺装置自体に瑕疵があったものとされ、一審および二審の東京高裁判決でも無罪となり、東京高等検察庁が上告を断念したため、無罪判決が確定した。人工心肺装置には薬事法の適応外のフィルターが必要もない箇所に設置されており、このフィルターが閉塞したことが事故原因で、このことを予見できたものは誰もいなかったという主旨の判決要旨であった。
2006年11月、厚生労働省は大学病院に対して6ヶ月間の戒告、元講師に対して保険医登録取り消しの処分をそれぞれ下した。
翌2007年8月、安全管理体制が改善され、また遺族の理解が得られたとの判断により、大学病院は特定機能病院として再承認された。

## 2014年：プロポフォール過量投与
2014年2月、頸部リンパ管腫の摘出手術を受けた男児が、3日後の2月21日に急性循環不全で死亡した。術後投与されたプロポフォール（商品名ディプリバン）が原因だった可能性があり、東京都は病院への立ち入り調査を実施、警視庁は業務上過失致死容疑で捜査し、証言により男児には成人用量の2.7倍もの過量で投与されていたことが判明した。しかし、小児の麻酔導入・維持に必要な体重あたりのプロポフォール投与量は成人よりも多量が必要である。
プロポフォールは全身麻酔剤であり、人工呼吸器を使う際の鎮静剤としても使用されるが、過量においては呼吸や心拍が著しく低下する恐れもあり、また中毒になった際の解毒剤がなく救命手段がない[要出典]ため、製薬会社による添付文書では集中治療中の小児への投与を禁忌と明記している。また投与に対する事前説明はなく、必要とされる家族同意書も得られていなかった。
同年6月、大学の医学部長や理事長が会見を開いて謝罪した。
同大学医学部の非公式会見（大学側のトップの承認によるものではなく、むしろ内部対立が背景）、および捜査結果からは、過去5年間にわたり14歳未満の55人に63回ほど投与しており、過量投与も常態化していたと発表された。さらには同大学理事長の会見により、詳しい死因は不明ながら、同様の小児投与事例のうち12人が最短で数日後、最長3年以内に死亡していたことも公表された。
なお、こうした投与そのものが法律上で禁止されているわけではなく、あくまで製薬会社と臨床現場の共同で、世界各国統計調査により死亡例報告が相次いだ使用ケースにおいては、説明書において使用禁忌が明記されるのに留まる。同大学においても医師個人の判断でこうした使用ができるものではなく、個別症例により他の薬剤では代用が効かない際に学内倫理委員会に審査に出して承認される必要があり、家族の同意書も必須となっている。
翌2015年2月6日、第三者委員会は事故調査報告書をまとめ、病院の過失を認定した。病院側は、安全対策について改善を実施している。
この事故により、厚生労働省は再度特定機能病院承認取り消しを含めた処分を検討し、同年4月14日、厚生労働省社会保障審議会（医療分科会）において、特定機能病院の取り消しに相当する意見書をまとめることが決まった。
またこの件を受け、日本私立学校振興・共済事業団は同大学の運営に問題があるとして、同大学への補助金を4億円減額した。
死亡した男児の両親が、約1億8,000万円の損害賠償を求めて提訴した民事裁判が、東京地方裁判所で2021年1月19日開かれ、結審した。判決言い渡しは、2021年6月24日の予定。
2021年1月26日、東京地方検察庁は麻酔科医2人を業務上過失致死罪で在宅起訴した。警視庁は2020年10月、今回在宅起訴された2人を含む麻酔科医6人を書類送検したが、東京地方検察庁は残りの4人について「過失の度合いが低い」とし、1月26日付で不起訴（起訴猶予）とした。
2021年6月24日、東京地方裁判所は麻酔科医ら5人に6000万円の賠償義務があるが、病院側が弁済したことを理由に賠償義務を事実上取り消す判決を下し、民事訴訟の判決は確定した。

## 2014年：ラモトリギン過量投与
東京地方裁判所　令和2年6月4日　平成29年(ワ)10155　判決文に基づき記載
膠芽腫にて開頭腫瘍摘出術と術後放射線療法と抗がん剤として「テモダール」治療を受けていて、その後にも腫瘍再発を認めていた当時43歳の女性。痙攣発作にて抗てんかん薬の「イーケプラ（その後薬疹疑いあり処方中止）」と「デパケン」の処方を受けていた。推定余命予後は3か月程度で追加の腫瘍摘出術も予定としていた。夫の希望にて病状説明や余命予後は本人に未告知であった。夫からは最後に浅草サンバカーニバル大会に出場したい希望がある旨の申し出があった。
2014年（平成26年）8月20日にけいれん発作にて同院救急搬送。同日の外来担当医より抗てんかん薬の増量が必要である説明が夫にされ、夫よりサンバ大会に出場させるためイーケプラの処方を再開できないか申し出がある。同日手術中の主治医に電話確認し、追加でラミクタール（ラモトリギン）と「マイスタン」の処方指示を受けた。外来担当医より夫に、一般的には少量から開始し定量としていくが、「サンバカーニバルが迫っており、徐々に増やすと血中濃度が上がらず効果を得られない可能性があるので、通常量で処方する」旨の説明がされた。薬局にて薬剤師より疑義照会が外来担当医にされるも、そのままの指示であった。8月23日に本人はサンバカーニバルに出場した。8月26日に同院にて主治医を受診し、ふらつきと短期記憶力の低下の症状が出ていることを伝え数日後の8月29日に再度サンバカーニバル大会にも出場したい旨の相談がされた。主治医より夫に、もしかしたら量が多いかもしれないもののサンバの大会を終えるまで薬剤変更を行わず「眠気等があればラミクタールを半量にすること」と「皮膚異常が出現した場合にもラミクタールを半量にし、それでも悪化があれば中止すること」が伝えられた。
8月29日にふらつきにて再度同院救急搬送され、ふらつきが強いことから同日そのまま同院に入院加療となった。8月31日に顔面の腫脹と発熱が生じ、翌9月1日の血液検査で肝逸脱酵素上昇を認めたため薬疹と診断され、同日ラミクタールとマイスタンの投与中止が指示され強力ネオミノファーゲンシー投与が開始された。9月2日に四肢体幹に膨疹が広がり、同日同院皮膚科の診察を受けて中毒性表皮壊死症と診断され、同日よりステロイドパルス療法が開始された。9月3日に集中治療室に転床し、人工呼吸管と持続血液透析療法が開始され、その後も全身状態悪化し、9月8日に人工心肺装置ECMOも開始されたが同日死亡となった。死因は肺出血とされた。
2016年7月24日に毎日新聞が報道した。第三者機関の調査で、添付文書に記載されている使用量の16倍に当たるラモトリギンの過量投与が行われていたことが記載され、病院側は「適切な処方だった」として過失を否定した。
2017年3月に夫を含めた遺族より、東京女子医科大学及び主治医と外来担当医を相手に民事訴訟として損害賠償請求訴訟がなされ、原告ら請求約4300万円に対して被告らに総額約1500万円の支払い判決が出された。判決文にて、ラミクタール投与上の過失として死亡因果関係があると認定され、サンバ大会へ出場したいという希望を叶えるためという理由で、添付文書から逸脱した処方をすることに合理的理由は無いとされた。

## 関連書籍
- 平柳利明『東京女子医大事件』新風舎、2004年。ISBN 4797443545。
- 鈴木敦秋『〈検証〉東京女子医大病院事件』講談社、2007年。ISBN 4062133229[注 1]。